# Спортивная гимнастика на летних Олимпийских играх 2020 — квалификация
В соревнованиях по спортивной гимнастике на летних Олимпийских играх 2020 смогут принять участие 196 спортсменов (98 мужчин и 98 женщин), которые будут соревноваться за 14 комплектов наград (8 у мужчин и 6 у женщин). Каждая страна может быть представлена не более чем 8-ю спортсменами (4 мужчин и 4 женщин) и ещё максимум 2 спортсменами от НОК у мужчин и женщин, если они не входят в состав команды. Таким образом, максимальное количество спортсменов от НОК, может равняться 12.

## Правила квалификации
Квалификация соревнований проходит в несколько этапов. В командном многоборье, первым квалификационным турниром стал чемпионат мира 2018 года, где путёвки получили 3 сильнейших сборных у мужчин и женщин. Оставшиеся 9 сборных, определяться в результате чемпионата мира 2019 года.
Квалификационные соревнования
| Соревнование                                 | Период                                          | Место проведения |
| -------------------------------------------- | ----------------------------------------------- | ---------------- |
| Чемпионат мира по спортивной гимнастике 2018 | 25 октября — 3 ноября 2018                      | Доха             |
| Чемпионат мира по спортивной гимнастике 2019 | 4 — 13 октября 2019                             | Штутгарт         |
| World Cup Series                             | ноябрь 2018 — март 2019 ноябрь 2019 — март 2020 |                  |
| Континентальные чемпионаты                   | май 2020                                        |                  |

## Квалифицированные спортсмены
Страны, получившие право выступить в командном многоборье, самостоятельно выбирают 4-х спортсменов, которые примут участие в Играх.

### Мужчины

#### Командное многоборье
| Номер | Соревнование        | НОК              |
| ----- | ------------------- | ---------------- |
| 1     | Чемпионат мира 2018 | Китай            |
| 2     | Чемпионат мира 2018 | Россия           |
| 3     | Чемпионат мира 2018 | Япония           |
| 4     | Чемпионат мира 2019 | Украина          |
| 5     | Чемпионат мира 2019 | Великобритания   |
| 6     | Чемпионат мира 2019 | Швейцария        |
| 7     | Чемпионат мира 2019 | США              |
| 8     | Чемпионат мира 2019 | Тайвань          |
| 9     | Чемпионат мира 2019 | Республика Корея |
| 10    | Чемпионат мира 2019 | Бразилия         |
| 11    | Чемпионат мира 2019 | Испания          |
| 12    | Чемпионат мира 2019 | Германия         |

#### Индивидуальные квоты
| Соревнование                                                           | Дисциплина             | Квоты | НОК         | Спортсмены           |
| ---------------------------------------------------------------------- | ---------------------- | ----- | ----------- | -------------------- |
| Чемпионат мира 2019 года (1 квота на НОК)                              | Личное многоборье      | 12    | Филиппины   | Карлос Юло           |
| Чемпионат мира 2019 года (1 квота на НОК)                              | Личное многоборье      | 12    | Куба        | Манрике Лардуэт      |
| Чемпионат мира 2019 года (1 квота на НОК)                              | Личное многоборье      | 12    | Италия      | Людовико Эдалли      |
| Чемпионат мира 2019 года (1 квота на НОК)                              | Личное многоборье      | 12    | Казахстан   | Милад Карими         |
| Чемпионат мира 2019 года (1 квота на НОК)                              | Личное многоборье      | 12    | Франция     | Лори Фраска          |
| Чемпионат мира 2019 года (1 квота на НОК)                              | Личное многоборье      | 12    | Литва       | Роберт Творогал      |
| Чемпионат мира 2019 года (1 квота на НОК)                              | Личное многоборье      | 12    | Израиль     | Александр Шатилов    |
| Чемпионат мира 2019 года (1 квота на НОК)                              | Личное многоборье      | 12    | Турция      | Ферхат Арыджан       |
| Чемпионат мира 2019 года (1 квота на НОК)                              | Личное многоборье      | 12    | Армения     | Артур Давтян         |
| Чемпионат мира 2019 года (1 квота на НОК)                              | Личное многоборье      | 12    | Болгария    | Дэвид Хаддлстон      |
| Чемпионат мира 2019 года (1 квота на НОК)                              | Личное многоборье      | 12    | Нидерланды  | Барт Дёрло           |
| Чемпионат мира 2019 года (1 квота на НОК)                              | Личное многоборье      | 12    | Мексика     | Даниэль Корраль      |
| Чемпионат мира 2019 года (максимум 3 квоты на НОК во всех дисциплинах) | Вольные упражнения     | 1     | Израиль     | Артём Долгопят       |
| Чемпионат мира 2019 года (максимум 3 квоты на НОК во всех дисциплинах) | Конь                   | 2     | Ирландия    | Рис Маккленаган      |
| Чемпионат мира 2019 года (максимум 3 квоты на НОК во всех дисциплинах) | Конь                   | 2     | Франция     | Сириль Томмазон      |
| Чемпионат мира 2019 года (максимум 3 квоты на НОК во всех дисциплинах) | Кольца                 | 3     | Турция      | Ибрагим Чолак        |
| Чемпионат мира 2019 года (максимум 3 квоты на НОК во всех дисциплинах) | Кольца                 | 3     | Италия      | Марко Лодадио        |
| Чемпионат мира 2019 года (максимум 3 квоты на НОК во всех дисциплинах) | Кольца                 | 3     | Франция     | Самир Аит Саид       |
| Чемпионат мира 2019 года (максимум 3 квоты на НОК во всех дисциплинах) | Опорный прыжок         | 3     | Гонконг     | Шек Вай Хун          |
| Чемпионат мира 2019 года (максимум 3 квоты на НОК во всех дисциплинах) | Опорный прыжок         | 3     | Вьетнам     | Ле Тхань Тунг        |
| Чемпионат мира 2019 года (максимум 3 квоты на НОК во всех дисциплинах) | Опорный прыжок         | 3     | Румыния     | Марьян Драгулеску    |
| Чемпионат мира 2019 года (максимум 3 квоты на НОК во всех дисциплинах) | Параллельные брусья    | 1     | Турция      | Ахмет Ондер          |
| Чемпионат мира 2019 года (максимум 3 квоты на НОК во всех дисциплинах) | Перекладина            | 2     | Хорватия    | Тин Србич            |
| Чемпионат мира 2019 года (максимум 3 квоты на НОК во всех дисциплинах) | Перекладина            | 2     | Австралия   | Тайсон Булл          |
| Кубок мира 2018—2020                                                   | Вольные упражнения     | 1     |             |                      |
| Кубок мира 2018—2020                                                   | Опорный прыжок         | 1     |             |                      |
| Кубок мира 2018—2020                                                   | Конь                   | 1     |             |                      |
| Кубок мира 2018—2020                                                   | Кольца                 | 1     |             |                      |
| Кубок мира 2018—2020                                                   | Параллельные брусья    | 1     |             |                      |
| Кубок мира 2018—2020                                                   | Перекладина            | 1     |             |                      |
| Кубок мира 2020                                                        | Личное многоборье      | 1     |             |                      |
| Континентальные чемпионаты Личное многоборье                           | Африка                 | 2     |             |                      |
| Континентальные чемпионаты Личное многоборье                           | Африка                 | 2     |             |                      |
| Континентальные чемпионаты Личное многоборье                           | Азия                   | 2     |             |                      |
| Континентальные чемпионаты Личное многоборье                           | Азия                   | 2     |             |                      |
| Континентальные чемпионаты Личное многоборье                           | Aмерика                | 2     |             |                      |
| Континентальные чемпионаты Личное многоборье                           | Aмерика                | 2     |             |                      |
| Континентальные чемпионаты Личное многоборье                           | Европа                 | 2     |             |                      |
| Континентальные чемпионаты Личное многоборье                           | Европа                 | 2     |             |                      |
| Континентальные чемпионаты Личное многоборье                           | Океания                | 1     |             |                      |
| Зарезервированные квоты                                                | Трёхсторонняя комиссия | 1     |             |                      |
| Чемпионат мира 2019 (перераспределение)                                | Личное многоборье      | 7     | Канада      | Рене Курнуайе        |
| Чемпионат мира 2019 (перераспределение)                                | Личное многоборье      | 7     | Узбекистан  | Расулжон Абдурахимов |
| Чемпионат мира 2019 (перераспределение)                                | Личное многоборье      | 7     | Кипр        | Мариос Георгиу       |
| Чемпионат мира 2019 (перераспределение)                                | Личное многоборье      | 7     | Азербайджан | Иван Тихонов         |
| Чемпионат мира 2019 (перераспределение)                                | Личное многоборье      | 7     | Швеция      | Давид Румбутис       |
| Чемпионат мира 2019 (перераспределение)                                | Личное многоборье      | 7     | Беларусь    | Андрей Лиховицкий    |
| Чемпионат мира 2019 (перераспределение)                                | Личное многоборье      | 7     | Норвегия    | Софус Хеггемснес     |
| Всего                                                                  | Всего                  | 50    |             |                      |

### Женщины

#### Командное многоборье
| Номер | Соревнование        | НОК            | Спортсмены |
| ----- | ------------------- | -------------- | ---------- |
| 1     | Чемпионат мира 2018 | США            |            |
| 1     | Чемпионат мира 2018 | США            |            |
| 1     | Чемпионат мира 2018 | США            |            |
| 1     | Чемпионат мира 2018 | США            |            |
| 2     | Чемпионат мира 2018 | Россия         |            |
| 2     | Чемпионат мира 2018 | Россия         |            |
| 2     | Чемпионат мира 2018 | Россия         |            |
| 2     | Чемпионат мира 2018 | Россия         |            |
| 3     | Чемпионат мира 2018 | Китай          |            |
| 3     | Чемпионат мира 2018 | Китай          |            |
| 3     | Чемпионат мира 2018 | Китай          |            |
| 3     | Чемпионат мира 2018 | Китай          |            |
| 4     | Чемпионат мира 2019 | Франция        |            |
| 4     | Чемпионат мира 2019 | Франция        |            |
| 4     | Чемпионат мира 2019 | Франция        |            |
| 4     | Чемпионат мира 2019 | Франция        |            |
| 5     | Чемпионат мира 2019 | Канада         |            |
| 5     | Чемпионат мира 2019 | Канада         |            |
| 5     | Чемпионат мира 2019 | Канада         |            |
| 5     | Чемпионат мира 2019 | Канада         |            |
| 6     | Чемпионат мира 2019 | Нидерланды     |            |
| 6     | Чемпионат мира 2019 | Нидерланды     |            |
| 6     | Чемпионат мира 2019 | Нидерланды     |            |
| 6     | Чемпионат мира 2019 | Нидерланды     |            |
| 7     | Чемпионат мира 2019 | Великобритания |            |
| 7     | Чемпионат мира 2019 | Великобритания |            |
| 7     | Чемпионат мира 2019 | Великобритания |            |
| 7     | Чемпионат мира 2019 | Великобритания |            |
| 8     | Чемпионат мира 2019 | Италия         |            |
| 8     | Чемпионат мира 2019 | Италия         |            |
| 8     | Чемпионат мира 2019 | Италия         |            |
| 8     | Чемпионат мира 2019 | Италия         |            |
| 9     | Чемпионат мира 2019 | Германия       |            |
| 9     | Чемпионат мира 2019 | Германия       |            |
| 9     | Чемпионат мира 2019 | Германия       |            |
| 9     | Чемпионат мира 2019 | Германия       |            |
| 10    | Чемпионат мира 2019 | Бельгия        |            |
| 10    | Чемпионат мира 2019 | Бельгия        |            |
| 10    | Чемпионат мира 2019 | Бельгия        |            |
| 10    | Чемпионат мира 2019 | Бельгия        |            |
| 11    | Чемпионат мира 2019 | Япония         |            |
| 11    | Чемпионат мира 2019 | Япония         |            |
| 11    | Чемпионат мира 2019 | Япония         |            |
| 11    | Чемпионат мира 2019 | Япония         |            |
| 12    | Чемпионат мира 2019 | Испания        |            |
| 12    | Чемпионат мира 2019 | Испания        |            |
| 12    | Чемпионат мира 2019 | Испания        |            |
| 12    | Чемпионат мира 2019 | Испания        |            |

#### Индивидуальные квоты
| Соревнование                                                           | Дисциплина             | Квоты | НОК              | Спортсменки        |
| ---------------------------------------------------------------------- | ---------------------- | ----- | ---------------- | ------------------ |
| Чемпионат мира 2019 года (1 квота на НОК)                              | Личное многоборье      | 20    | Бразилия         | Флавия Сараива     |
| Чемпионат мира 2019 года (1 квота на НОК)                              | Личное многоборье      | 20    | Швейцария        | Джулия Штайнгрубер |
| Чемпионат мира 2019 года (1 квота на НОК)                              | Личное многоборье      | 20    | Австралия        | Джорджия Годвин    |
| Чемпионат мира 2019 года (1 квота на НОК)                              | Личное многоборье      | 20    | Украина          | Диана Варинская    |
| Чемпионат мира 2019 года (1 квота на НОК)                              | Личное многоборье      | 20    | Республика Корея | Ли Юн Со           |
| Чемпионат мира 2019 года (1 квота на НОК)                              | Личное многоборье      | 20    | Венгрия          | София Ковач        |
| Чемпионат мира 2019 года (1 квота на НОК)                              | Личное многоборье      | 20    | Аргентина        | Мартина Доминичи   |
| Чемпионат мира 2019 года (1 квота на НОК)                              | Личное многоборье      | 20    | Мексика          | Алекса Морено      |
| Чемпионат мира 2019 года (1 квота на НОК)                              | Личное многоборье      | 20    | Ямайка           | Данусия Фрэнсис    |
| Чемпионат мира 2019 года (1 квота на НОК)                              | Личное многоборье      | 20    | КНДР             | Ким Су Йонг        |
| Чемпионат мира 2019 года (1 квота на НОК)                              | Личное многоборье      | 20    | Чехия            |                    |
| Чемпионат мира 2019 года (1 квота на НОК)                              | Личное многоборье      | 20    | Куба             |                    |
| Чемпионат мира 2019 года (1 квота на НОК)                              | Личное многоборье      | 20    | Румыния          |                    |
| Чемпионат мира 2019 года (1 квота на НОК)                              | Личное многоборье      | 20    | Австрия          | Элиза Хеммерле     |
| Чемпионат мира 2019 года (1 квота на НОК)                              | Личное многоборье      | 20    | Беларусь         |                    |
| Чемпионат мира 2019 года (1 квота на НОК)                              | Личное многоборье      | 20    | Малайзия         |                    |
| Чемпионат мира 2019 года (1 квота на НОК)                              | Личное многоборье      | 20    | Египет           |                    |
| Чемпионат мира 2019 года (1 квота на НОК)                              | Личное многоборье      | 20    | Турция           |                    |
| Чемпионат мира 2019 года (1 квота на НОК)                              | Личное многоборье      | 20    | Словакия         |                    |
| Чемпионат мира 2019 года (1 квота на НОК)                              | Личное многоборье      | 20    | Португалия       |                    |
| Чемпионат мира 2019 года (максимум 3 квоты на НОК во всех дисциплинах) | Вольные упражнения     | 1     | —                | —                  |
| Чемпионат мира 2019 года (максимум 3 квоты на НОК во всех дисциплинах) | Опорный прыжок         | 1     | Республика Корея | Ё Со Чон           |
| Чемпионат мира 2019 года (максимум 3 квоты на НОК во всех дисциплинах) | Разновысокие брусья    | 1     | —                | —                  |
| Чемпионат мира 2019 года (максимум 3 квоты на НОК во всех дисциплинах) | Бревно                 | 1     | —                | —                  |
| Кубок мира 2018-2020                                                   | Вольные упражнения     |       |                  |                    |
| Кубок мира 2018-2020                                                   | Опорный прыжок         |       |                  |                    |
| Кубок мира 2018-2020                                                   | Разновысокие брусья    |       |                  |                    |
| Кубок мира 2018-2020                                                   | Бревно                 |       |                  |                    |
| Кубок мира 2019                                                        | Личное многоборье      |       |                  |                    |
| Континентальные чемпионаты Личное многоборье                           | Африка                 |       |                  |                    |
| Континентальные чемпионаты Личное многоборье                           | Азия                   |       |                  |                    |
| Континентальные чемпионаты Личное многоборье                           | Aмерика                |       |                  |                    |
| Континентальные чемпионаты Личное многоборье                           | Европа                 |       |                  |                    |
| Континентальные чемпионаты Личное многоборье                           | Океания                |       |                  |                    |
| Зарезервированные квоты                                                | Страна-хозяйка         |       |                  |                    |
| Зарезервированные квоты                                                | Трёхсторонняя комиссия |       |                  |                    |
| Чемпионат мира 2019 (перераспределение)                                | Личное многоборье      |       |                  |                    |
| Всего                                                                  |                        |       |                  |                    |